# Mallecomigas
Mallecomigas schlingeri es una especie de araña migalomorfa de la familia Migidae. Es el único miembro del género monotípico Mallecomigas. Es originaria de Chile donde se encuentra en la Provincia de Malleco.

## Etimología
La especie fue nombrada en honor del dipterólogo Evert I. Schlinger.